# Ercheia dubiosa
Ercheia dubiosa là một loài bướm đêm trong họ Noctuidae.